# الضاحة (حجة)

تعديل مصدري - تعديل

الضاحة هي إحدى قرى عزلة جبل عيان بمديرية حجة التابعة لمحافظة حجة، بلغ تعداد سكانها 683 نسمة حسب تعداد اليمن لعام 2004.